# Pulicaria glaucescens
Pulicaria glaucescens là một loài thực vật có hoa trong họ Cúc. Loài này được (Boiss.) Jaub. & Spach miêu tả khoa học đầu tiên năm 1852.